# ماتي تامليين
ماتي تامليين (بالفنلندية: Matti Tammelin)‏ (6 سبتمبر 1926 – 6 فبراير 1998) هو ملاكم فنلندي راحل، مثّل بلاده في الألعاب الأولمبية الصيفية 1948.

## روابط خارجية
ماتي تامليين على موقع أوليمبيديا (الإنجليزية)